# Parque nacional Qausuittuq
El Parque Nacional Qausuittuq (pronunciado Qow-soo-ee-tooq, del inuktitut que significa lugar donde el sol no sale) es un parque nacional de Canadá ubicado en el noroeste de la isla de Bathurst en Nunavut. Se creó el 1.º de septiembre de 2015, convirtiéndose en el 37.º parque nacional de Canadá.
La zona fue elegida para representar la región natural Alto Ártico occidental, una de las 39 regiones identificadas por Canadá. Esta región abarca la mayor parte del alto archipiélago Ártico (las islas de la Reina Isabel y la península de Grinnell en la isla Devon, pero no la isla de Ellesmere o la de Axel Heiberg). El parque también protege un importante hábitat de caribú de Peary (Rangifer tarandus pearyi). Queda al norte de la preexistente área de vida salvaje Paso del Oso Polar.